# Dretynek (przystanek kolejowy)
Dretynek – dawna stacja kolejowa nieistniejącej linii kolejowej Bytów – Miastko w Dretynku (niem.Tretenwalde), obecnie w województwie pomorskim, w Polsce.